# Neuf Cegetel
Pour Neuf Cegetel depuis 2009, voir SFR.
Neuf Cegetel était une entreprise française de télécommunications fondée le 11 mai 2005 par la fusion-acquisition de Neuf avec Cegetel. Elle a disparu le 1er avril 2009 avec la fusion dans le groupe SFR.

## Historique
Neuf Cegetel voit le jour le 11 mai 2005, lors de la fusion entre Neuf de Cegetel, qui regroupait l'activité de téléphonie fixe et internet de SFR. Le feu vert des autorités de la concurrence est obtenu le 16 août 2005 et le 22 août 2005 est dévoilée l'identité visuelle du groupe, dont le président a été Jacques Veyrat et le directeur général Michel Paulin.
En échange de la scission de Cegetel, SFR récupère 28 % du capital de Neuf Cegetel, puis monte à 40,48 % après divers rachats de parts minoritaires. LDCom, filiale du groupe Louis-Dreyfus, propriétaire de Neuf Télécom avant la fusion, en possède 29,5 %.
Neuf Cegetel lance sa propre offre de téléphonie mobile et prend le contrôle de AOL France en 2006, de Club Internet et des activités internet de Tele2 France en 2007.
D'autre part, Neuf Cegetel a mis la main sur deux petites sociétés de télécoms : Tradingcom, qui fait du trading de minutes (pour environ 2 millions d'Euros) et OzoneParis, spécialiste du Wi-Fi sur Paris, pour environ 10 millions d'euros.
En décembre 2007, le groupe Louis-Dreyfus signe avec SFR un accord de cession de ses parts dans Neuf Cegetel, soit 29,5 % du capital. Cette cession intervient en décembre 2007 ; SFR devient alors l'actionnaire majoritaire de Neuf Cegetel. Cela a entraîné la démission des trois administrateurs du Groupe Louis-Dreyfus dont celle du P-DG Jacques Veyrat, remplacé par le P-DG de SFR, Frank Esser.
En mai 2008, SFR lance une OPA simplifiée sur le flottant en bourse de Neuf Cegetel, 20,13 % du capital, en vue d'obtenir la totalité des actions de cette dernière. À la fin de cet OPA, le nouvel ensemble SFR + Neuf Cegetel pesait 12 milliards d'euros de chiffre d'affaires, et était le premier opérateur alternatif (non issu des opérateurs historiques) en Europe.
Depuis juillet 2008, SFR détient 100 % des parts de Neuf Cegetel et se présente donc comme le principal concurrent d'Orange, cela lui permet également de devenir un opérateur intégré, à l'image d'Orange, c'est-à-dire proposant des services comprenant de la téléphonie mobile et de l'accès fixe à Internet.
Depuis octobre 2008, SFR commercialise des offres par l'intermédiaire de Neuf Cegetel ; le 1er avril 2009, Neuf Cegetel est devenu SFR.

## Identité visuelle (logo)

Logo de Neuf Cegetel du 11 mai 2005 au 1er avril 2009.

## Chiffres clés
| en M€              | 2007  | 2006  | 2005  | variation 07/06 | chiffres mars 2008 |                                                   |
| ------------------ | ----- | ----- | ----- | --------------- | ------------------ | ------------------------------------------------- |
| Chiffre d’affaires | 3 348 | 2 897 | 2 752 | 2 579           | +16 %              |                                                   |
| CA Opérateurs      | 871   | 1 054 | 1 106 | 1 134           | -17 %              | 200 clients opérateurs français et internationaux |
| CA Entreprises     | 1 039 | 971   | 908   | 848             | +7 %               | 179 000 sites d'entreprise                        |
| CA Particuliers    | 1 438 | 872   | 738   | 598             | +65 %              | 5 millions de clients dont 3,294 millions ADSL    |
| EBITDA             | 728   | 544   | 234   | 162             | +34 %              |                                                   |

## Filiales
- 100 % : AOL France SNC
- 100 % : Club Internet (T-Online France), dont les activités de Service Client sont devenues Neuf Assistance
- 100 % : LDCollectivités
- 100 % : Fibres Optiques Défense (FOD)
- 100 % : AMSE renommé Neuf Center
- 100 % : Médiafibre
- 100 % : Erenis
- 100 % : Ozone Paris
- 100 % : Tradingcom
- 100 % : Wengo
- 100 % : Jet Multimédia
- 100 % : Efixo
- 100 % : Irisé

## Autres raisons sociales liées historiquement à Neuf Cegetel
- Siris + Unisource
- 9Telecom (Réseau & Entreprise)
- Telecom Développement
- LDCom + LDcable
- Firstmark
- Fortel
- Kaptech + Worldnet
- Belgacom France
- Kertel (partiellement)
- Ventelo
- CompuServe France (via AOL)

## Mises en cause et controverses
Le 3 mars 2006, sur plainte de l'UFC Que Choisir, le Tribunal de Nanterre a condamné en première instance la société Neuf Télécom pour diverses clauses illicites et abusives contenues dans ses conditions générales. Le jugement a été affiché sur le site de Neuf Télécom durant un mois.